# György Mitró
György Mitró (ur. 6 marca 1930 w Nyíregyháza, zm. 4 stycznia 2010 w Budapeszcie) – węgierski pływak, specjalizujący się w stylu dowolnym, wicemistrz olimpijski z Londynu na dystansie 200 m stylem dowolnym w sztafecie. Zdobył też brązowy medal na dystansie 1500 m tą samą techniką.
Zdobył także trzy medale Mistrzostw Europy w 1947 r. w Monte Carlo na 1500 (złoto), 400 (srebro) i 4 × 200 m stylem dowolnym (brąz).